# Сен-Севе-де-Рюстан
Сен-Севе́-де-Рюста́н (фр. Saint-Sever-de-Rustan, окс. Sent Sever) — коммуна во Франции, находится в регионе Юг — Пиренеи. Департамент — Верхние Пиренеи. Входит в состав кантона Рабастенс-де-Бигор. Округ коммуны — Тарб.
Код INSEE коммуны — 65397.

## География
Коммуна расположена приблизительно в 640 км к югу от Парижа, в 105 км западнее Тулузы, в 19 км к северо-востоку от Тарба.
По территории коммуны протекает река Аррос.

## Климат
Климат умеренно-океанический с солнечной тёплой погодой и обильными осадками на протяжении практически всего года.

## Администрация
| Период | Период | Фамилия        | Партия | Примечания |
| ------ | ------ | -------------- | ------ | ---------- |
| 2001   | 2020   | Жан-Пьер Кюрди |        |            |

## Население
Население коммуны на 2010 год составляло 157 человек.
| 1962 | 1968 | 1975 | 1982 | 1990 | 1999 | 2010 |
| ---- | ---- | ---- | ---- | ---- | ---- | ---- |
| 397  | 159  | 142  | 119  | 140  | 136  | 157  |

## Экономика
В 2010 году среди 99 человек трудоспособного возраста (15-64 лет) 81 были экономически активными, 18 — неактивными (показатель активности — 81,8 %, в 1999 году было 71,4 %). Из 81 активных жителей работали 67 человек (34 мужчины и 33 женщины), безработных было 14 (9 мужчин и 5 женщин). Среди 18 неактивных 5 человек были учениками или студентами, 9 — пенсионерами, 4 были неактивными по другим причинам.

## Достопримечательности
- Аббатство Сен-Севе-де-Рюстан[фр.] (XI век). Исторический памятник с 1914 года[4]

## Фотогалерея
- Аббатство и военный мемориал
- Аббатство
- Интерьер церкви аббатства
- Мэрия
- Мост через реку Аррос